# Smogorzewiec
Smogorzewiec – wieś w Polsce położona w województwie kujawsko-pomorskim, w powiecie toruńskim, w gminie Obrowo.
W latach 1975–1998 miejscowość administracyjnie należała do województwa toruńskiego.

## Toponimia
Nazwę wieś mogła wziąć od gwarowego rzeczownika pospolitego smogórz, oznaczającego „torf”, bądź od nazwy osobowej „Smogorz”. 
Pierwotna nazwa Urzutki (1775) wzięła się od urzut, czyli „złom, obwał, spad, urzut wapienny”.

## Konferencja naukowa
7 czerwca 2007 roku we wsi odbyła się konferencja naukowa pt. Literatura dawna a metody współczesnej humanistyki. Udział brali badacze z uniwersytetów w Bydgoszczy i Toruniu tj. profesorowie: J.K. Goliński, K. Obremski (organizator), J. Wenta, dr B. Awianowicz, dr P. Bohuszewicz i dr I. Szczukowski.

## Ulica Beatlesów
23 sierpnia 2009 roku powstała tutaj pierwsza w Polsce ul. Beatlesów. Pomysłodawcą był Kazimierz Musiałowski. Odsłonięto także cokół z podobiznami członków zespołu The Beatles, tj. Paula, Johna, Ringo i George’a autorstwa Anny Jeżewskiej.